# Ophthalmologie dans la civilisation islamique médiévale
L'ophtalmologie  est une des principales branches de la médecine islamique médiévale . L'oculiste kahhal ou (کحال), un professionnel quelque peu méprisé à l'époque de Galien[réf. nécessaire], était un membre honoré de la profession médicale de la période abbasside, occupant une place unique à la cour du roi. Des instruments spéciaux ont été mis en œuvre pour les opérations. Les innovations telles que la  seringue à injection , l’aiguille creuse, inventée par Ammar ibn Ali de Mossoul qui était utilisée pour l'extraction par aspiration douce des cataractes, ont été très nombreuses.

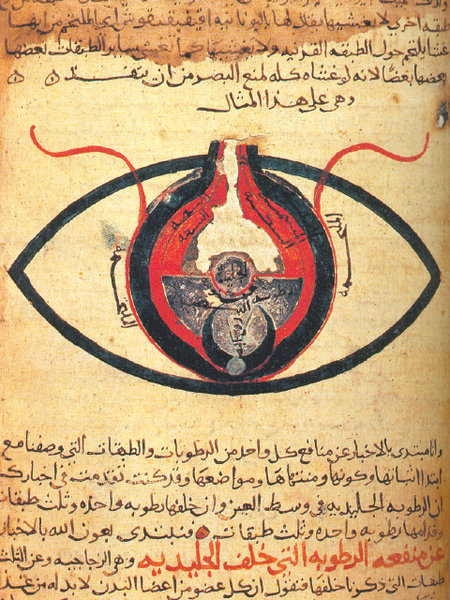
Un manuscrit arabe, datant de 1200 CE, intitulé Anatomie de l'œil, dont l’auteur est al-Mutadibih.

Les médecins musulmans méritent bien des éloges pour leur description de la pathologie ophtalmologique. Ils ont été les premiers à décrire des affections telles que le pannus cornéen, le glaucome (décrit comme une « céphalée de la pupille ») et la kératite phlycténulaire, entre autres, ainsi qu’à réaliser des opérations sur la conjonctive. Ils ont été les premiers à utiliser les termes de rétine  et de cataracte. Ils ont également été pionniers dans le domaine de l’optique. La liste des contributions des musulmans à l'ophtalmologie est très longue.

## Un terrain fertile pour son émergence
Les réalisations scientifiques de la fin de la période abbasside peuvent être attribuées à la vision du monde qui s’est développée à la suite de la création de la Maison de la sagesse et à des échanges avec les savants de l’Inde, de la Perse et à l'ouest, de Bagdad. Là, une culture a commencé à prendre forme dans laquelle, à la différence de ce qui prévalait au début de l'Islam, on n’opposait pas systématiquement les prescriptions de la foi et celles du raisonnement scientifique, même si certains ont sans doute continué à le faire. Le Maure Lisan al-Din ibn al-Khatib, lui-même grand vizir et homme de médecine, est célèbre pour avoir déclaré un jour que, « quoi que le prophète ait pu dire selon la tradition, ses remarques sur les émanations de l'enfer ne peuvent s'opposer à la preuve de l'observation attentive. » Et en d'autres termes par Ibn Tufayl : La foi est pour le peuple. Mais sa compréhension à la lumière de la raison, est le privilège de l'élite intellectuelle. 

## Formation et histoire
Pour devenir un praticien, il n'y avait aucune méthode préétablie ni de cursus de formation bien défini. Il y avait même pas de spécialisation dans les différentes branches de la médecine, comme on aurait pu s'y attendre. Mais certains étudiants pouvaient finalement devenir pratiquement des spécialistes par l'acquisition de compétences particulières dans le traitement de certaines maladies ou dans l'utilisation de certains médicaments. Le Prince des médecins, le persan (iranien) Avicenne, par exemple, était considéré comme plus compétent que la plupart des autres dans le traitement des maladies nerveuses et, par conséquent, un grand nombre de cas cliniques relevant de cette pathologie ont été portés à sa connaissance, le plus célèbre étant celui du prince samanide Nooh ibn Mansour qui se prenait pour une vache et qui fut guéri par Avicenne qui n’avait alors pas plus de 17 ans. Avicenne lui-même a bénéficié de l'enseignement de nombreux maîtres, dans des disciplines allant de la géométrie à la théologie.
Néanmoins il était de règle, et cela était indispensable, d'apprendre et de comprendre les œuvres et l'héritage des anciens, pour espérer exceller et dépasser ses prédécesseurs dans la discipline. Parmi ces ouvrages on peut citer Les atteintes oculaires de Yuhanna Ibn Masawayh, le grand médecin chrétien nestorien, dont le livre peut être considéré comme la plus ancienne compilation sur l'ophtalmologie, œuvre princeps qui n’a été éclipsée que par celle de Hunayn ibn Ishaq, connu en occident sous le nom de Johannitius, pour son ouvrage Les Dix Traités de l'œil.

### Opération de la cataracte
Le premier livre marquant à traiter ensuite de l'ophtalmologie a été le Traité des maladies des yeux écrit en Égypte par le médecin arabe irakien Ammar ibn Ali (en) de Mossoul vers l’an 1000. Dans le domaine de la chirurgie de la cataracte, Ammar ibn Ali a été le premier à tenter l'extraction de la cataracte par aspiration. Il a inventé une (en fait les Romains le savait bien avant lui Galien a même décrit l'opération) aiguille creuse montée sur une seringue métallique, pour ponctionner la sclérotique et extraire avec succès les cataractes par aspiration. Il a écrit ce qui suit sur son invention de l'aiguille creuse et les circonstances de la découverte de la technique d'extraction de la cataracte et de son expérimentation chez un patient :

« Puis j'ai fabriqué une aiguille creuse, mais je ne l'ai pas expérimentée sur qui que ce soit, avant de venir à Tibériade. J’ai reçu pour une intervention un homme qui m'a dit : Faites comme vous voulez avec moi, mais je ne peux pas m’allonger sur le dos. Ensuite, je suis intervenu sur lui avec l’aiguille creuse et j’ai extrait la cataracte. Il a vu immédiatement et n'a eu pas besoin de s’allonger, mais il a dormi comme il le souhaitait et a gardé les yeux bandés pendant sept jours seulement. Personne n’a utilisé cette aiguille avant moi et j’ai fait de nombreuses opérations avec cet instrument en Égypte. »

— Ammar ibn Ali

### Technique opératoire
La technique historique d'opération de la cataracte utilisée pour la première fois il y a 4000 ans par les chirurgiens de l’Inde antique notamment par Sushruta est celle de l’abaissement du cristallin. Elle consiste à introduire dans l'œil, sans anesthésie, un stylet non stérile, et à basculer le cristallin cataracté (c’est-à-dire devenu blanc et opaque) dans le vitré, grâce à des mouvements rapides. On imagine que le taux de complication devait être assez élevé.
Au Moyen Âge, les médecins arabes inventèrent une méthode supplémentaire qui consistait à introduire une aiguille creuse pour aspirer les débris du cristallin.
La méthode est décrite avec précision par Abulcasis :

« Commencez par faire asseoir le malade devant vous : soulevez la paupière avec la main gauche si c’est l’œil droit qui est cataracté et avec la main droite si c’est l’œil gauche ; saisissez le mikdah (ou aiguille à cataracte) avec la main droite s’il s’agit de l’œil gauche et avec la main gauche s’il s’agit de l’œil droit. Appliquez la pointe de l’instrument près de la cornée transparente à la distance d’un travers de stylet, dans le blanc de l’œil et du côté du petit angle. Plongez-le vivement et faites lui effectuer une légère rotation sur lui-même de manière qu’il traverse le blanc de l’œil et que vous ayez le sentiment qu’il est arrivé à des parties non résistantes. La profondeur à laquelle doit pénétrer l’instrument n’est autre que la distance qui sépare la pupille de la circonférence externe de la cornée transparente ou couronne de l’œil : à ce moment, l’instrument apparaît au centre de l’œil en raison de la transparence de la cornée. Portez alors l’instrument en haut, au point où siège la cataracte et déprimez-la : si elle a cédé, le malade verra immédiatement, bien que l’aiguille soit restée dans son œil. Attendez un instant, et si la cataracte remonte, abaissez-la de nouveau, sans retirer l’instrument. Aussitôt qu’elle se maintient et qu’elle ne remonte plus, retirez le mikdah doucement, en renversant petit à petit la main. »

— Abulcasis, La chirurgie d’Abulcasis (traduction de l’arabe par le Dr Lucien Leclerc)
Cette technique ressemble remarquablement à celle décrite par Celse dans son Traité sur la Médecine, livre VII chapitre VII partie 14.

### Autres contributions
Ibn al-Haytham (Alhazen) a apporté d’importantes contributions à l'ophtalmologie et a permis l'amélioration des conceptions antérieures sur les processus impliqués dans la vision et la perception visuelle dans son Traité d'optique (1021), qui est connu en Europe sous le nom d’Opticae Thesaurus. Il a également été le premier à entrevoir que la rétine pouvait être impliquée dans le processus de formation de l’image.Avicenne, dans le Canon de médecine (vers 1025), décrit la vue comme l'un des cinq sens. Le mot rétine (du latin retina) vient d’un terme arabe donné par Avicenne pour désigner cet organe.
Dans son Colliget, Averroès (1126-1198) a été le premier à attribuer à la rétine les propriétés d’un photorécepteur et il a également été le premier à suggérer que le principal organe de perception visuelle pourrait être la membrane arachnoïde (Aranea). Son travail a donné lieu à beaucoup de discussions en Europe au XVIe siècle sur la question de savoir si le principal organe de la vision était le cristallin comme l’affirmait la théorie galenique des humeurs ou la choroïde, selon la théorie de l’Aranea d’Averroes, qui à son tour avait été abandonnée lorsqu’on a découvert que la rétine était le principal organe de perception visuelle.
Ibn Nafis a écrit un grand manuel sur l’ophtalmologie appelé Précis d’ophtalmologie expérimentale où il a apporté un certain nombre de contributions originales sur la question. Le livre est divisé en deux sections : l’une sur la théorie de l'ophtalmologie et l’autre sur les médicaments simples et composés en ophtalmologie. Ibn al-Nafis a découvert que les muscles situés derrière le globe oculaire ne sont pas innervés par le nerf ophtalmique et n’entrent pas en contact avec lui et que le nerf optique passe à proximité, mais n’entre en contact avec aucun d’entre eux. Il a également découvert de nombreux traitements nouveaux pour le glaucome et les troubles de vision d'un œil lorsque l'autre œil est atteint d’une maladie.
Parmi les autres ouvrages d’ophtalmologie célèbres citons le Continens de Rhazes, les Carnets d'ophtalmologie d’Ali Ibn Isa et la Médecine des yeux de Gabriel bar Bokhticho, entre autres.

## Contrôle et pratiques répréhensibles
Il n'était pas facile d’exercer la profession d’ophtalmologiste car au préalable il était nécessaire d’être en possession d’une licence pour être autorisé à pratiquer. L'octroi ou le refus de cette autorisation d’exercer incombait au hakim-bashi, le médecin-chef du calife. Toutefois, en plus de cette mesure de certification, il existait un moyen supplémentaire de contrôle en cas de faute professionnelle : outre le médecin-chef à qui le calife avait délégué ses pouvoirs, il existait un autre fonctionnaire connu sous le nom de muhtasib, ou inspecteur général, qui était nommé pour superviser l’exercice professionnel de tous les médecins.
Avant l'an 931 CE, il n'y avait guère de moyens de certification professionnelle, mais cette année-là le calife abbasside al-Muqtadir, a été informé que l'erreur d'un médecin avait entraîné la mort d'un patient. Le calife a donc donné l'ordre à l'Inspecteur général Ibrahim Muhammad ibn Abi Batiha de veiller à ce que la pratique de la médecine par une personne dont l’exercice n’avait pas été autorisé et approuvé par Sinan ibn Thabit ibn Qurra soit interdite. Sinan a alors seulement autorisé à exercer les médecins dont il avait personnellement approuvé les compétences. Il a en outre suggéré que chaque candidat à l’exercice d’une branche spécialisée de la médecine devait l’avoir pratiquée. On dit qu'il a contrôlé de nombreux médecins durant la première année et que leur nombre total dépassait 860 rien qu’à Bagdad.
La présidence du comité a par la suite été transmise à Ibrahim le fils de Sinan qui est devenu le médecin-chef de Bagdad et à Abou Saïd Yamāni de Bassorah qui a certifié la pratique de 700 médecins sur concours. Le comité a continué à fonctionner présidé par l'homologue d'Ibn al-Tilmiz, le médecin de la cour du calife Al-Mustazhir.
Les deux bureaux, celui du médecin-chef et celui de l'Inspecteur général, étaient rattachés au califat royal. Parmi les devoirs des muhtasibs il y avait celui de faire prêter le serment d'Hippocrate qui interdisait aux médecins de préparer et d'administrer des substances toxiques, ou de les confier à des personnes non autorisées, qui leur enjoignait d'éviter de regarder les femmes habitant au foyer des malades qu'ils visitaient et de divulguer à une tierce personne ce qui leur avait été révélé par une confidence du patient. Ce serment était si important qu’Hunayn ibn Ishaq en aurait rappelé la teneur au calife, lorsqu'on lui a demandé de préparer un poison létal pour un ennemi de l'Émir.
Il était également du devoir du muhtasib de veiller à ce que les médecins aient en leur possession les instruments nécessaires à leur pratique, comme cela était le cas pour toutes les autres branches de la médecine. Il pouvait en outre, si nécessaire, les obliger à subir un nouvel examen. Par exemple, les médecins devraient avoir une connaissance approfondie des Dix traités sur les yeux et il leur était interdit de pratiquer sans avoir apporté la preuve d’une connaissance suffisante de l’anatomie du globe oculaire. Rhazes, par exemple, lorsqu’il a été sur le point de subir une opération pour améliorer sa vue, a interrogé le chirurgien sur l'anatomie de l'œil et, trouvant ses connaissances insuffisantes, a refusé de se soumettre à sa lame pour l'opération.
Les ophtalmologistes devaient prouver à l'examinateur qu’ils connaissaient les principales maladies de l'œil, ainsi que leurs multiples complications et qu’ils étaient en mesure de préparer correctement les collyres et les onguents ophtalmiques. En outre, ils devaient prêter serment de ne pas permettre à des personnes non autorisées d’avoir accès à leurs instruments chirurgicaux, comme la lancette qui était utilisée dans les cas de pannus cornéen et de ptérygion, ou la curette utilisée dans les cas de trachome.
Les sanctions en cas de non-respect des règles de bonne conduite professionnelle variaient de la menace d’un châtiment divin le jour de la Résurrection, à des mesures plus radicales telles que les coups de canne sur la plante des pieds. Le muhtasib avait toute autorité pour inspecter les magasins, même après les heures de travail, aussi souvent qu’il le souhaitait et de manière inopinée. Il pourrait entrer dans les magasins et observer les opérations en cours. L'inspecteur général pouvait superviser la préparation de certains onguents et détruire les pots qu'il trouvait périmés ou malodorants. Les règles pour le maintien de conditions sanitaires étaient très sévères pour les établissements comme les drogueries, les lieux de restauration et les boucheries. Dans les premiers temps, le muhtasib avait le droit de punir et même d’infliger la peine de mort, pour négligence flagrante envers la santé publique. Il n'était pas rare d'entendre parler d’un boulanger jeté dans son propre four pour avoir vendu du maïs toxique, ou d’un cuisinier condamné à être bouilli dans son chaudron pour avoir vendu des charognes ou de la viande avariée.
Pourtant, le nombre d’oculistes ignorants ainsi que d’escrocs et de charlatans était à l'origine de nombreux problèmes. Il était choquant de voir la conduite de ces médecins ignorants et il était du devoir des muhtasib de vérifier que ces hommes ne réalisaient aucune opération sur les yeux et ne donnaient à leurs patients aucune préparation destinée à être appliquée sur les paupières. Rhazes laissa exploser sa colère à l’égard des charlatans.

## Honoraires et revenus
De nombreux drames menaçaient les professionnels de la médecine en ces temps-là. Un médecin pouvait d'une part recevoir la somme astronomique d’au moins 4 000 000 dirhams par an, comme Bukhtishuibn Jurjis, médecin-chef du grand calife Haroun ar-Rachid et d’autre part payer, de sa propre vie, la mort malheureuse de son patient ou l'échec de son traitement, comme c'était souvent le cas pour les médecins qui soignaient des princes.
Mais en général, la sanction variait selon le statut du médecin et du patient. La vie d'Ibn Masawayh a, peut-être, été très instructive à cet égard : quand il était inconnu et considéré encore comme ce que l'on appelait un médecin du bord des routes à Bagdad, pour avoir traité avec succès un serviteur souffrant d’ophthalmie, il avait été rémunéré en nourriture avec du pain, de la viande, des sucreries et la promesse d'un salaire mensuel constitué de quelques pièces d'argent et de cuivre. Quand le vizir est tombé malade et qu’Ibn Masawayh a obtenu sa guérison, son salaire est passé à 600 dirhams d'argent par mois, auquel il fallait ajouter la nourriture nécessaire pour deux mules et l’attribution de cinq serviteurs. Et quand il a finalement obtenu le grade d’ophtalmologiste en chef du Khalifat, son salaire a été fixé à 2000 dirhams par mois, auxquels s’ajoutaient des cadeaux évalués à 20 000 dirhams par an, comprenant le fourrage pour ses mules, ainsi que la mise à disposition d'un certain nombre de serviteurs.
Toutefois, les honoraires versés aux ophtalmologistes étaient dérisoires par rapport à d’autres gratifications encore plus extravagantes que d’autres professionnels étaient susceptibles de recevoir. Au moment où Ibn Masawayh recevait 2 000 dirhams par mois comme ophtalmologiste en chef du calife Haroun ar-Rachid, Jibrail son médecin recevait 10 000 dirhams par mois.
En ce qui concerne le mode de fixation des honoraires, dans les cas considérés comme chroniques nécessitant de multiples visites, les médecins recevaient uniquement une rémunération à la fin du traitement. Si le patient était guéri il n’était, dans la plupart des cas, pas question de refuser le paiement des sommes dues. Mais si l'issue était fatale, les parents pouvaient s'ils le souhaitaient, montrer au médecin-chef de la ville une copie de toutes les ordonnances détaillant les médicaments qui avaient été prescrits au malade. Si le Hakim-bashi concluait qu'ils étaient efficaces et en bonne adéquation avec la pathologie en cause, le médecin était exonéré de toute accusation de négligence ou de faute, il pouvait déclarer que la vie de la personne avait atteint son terme normal, alloué par la volonté d'Allah et que les honoraires devaient être payés en totalité. Si par contre, le médecin-chef avait la preuve de certaines négligences, il pouvait accorder aux parents le droit de percevoir du médecin le versement du dieh (ou prix du sang) pour leur parent, « ce pourquoi il devait périr en punition de son incompétence et de sa négligence. »
Néanmoins, certains ophtalmologistes avaient la chance de travailler comme ophtalmologiste personnel d'un Émir de bonne composition et intelligent et certains califes sont même connus pour avoir eu à leur service un ophtalmologiste en plus de leur médecin personnel.
La science de l'ophtalmologie était devenue si bien ancrée dans la culture islamique médiévale que le mot employé pour désigner la sagesse était en arabe al-Basirah, ce qui signifie la capacité à voir. En fait, l'on se réfère à des êtres chers comme Nour al-Ayni ce qui signifie la lumière de mes yeux.